# Rhacholaemus josephi
Rhacholaemus josephi là một loài ruồi trong họ Asilidae. Rhacholaemus josephi được Londt miêu tả năm 1999. Loài này phân bố ở vùng nhiệt đới châu Phi.